# Rotsjötjärnarna
Rotsjötjärnarna (Nörder-Rotsjötjärnen och Söder-Rotsjötjärnen) är en sjö i Älvdalens kommun i Dalarna och ingår i Dalälvens huvudavrinningsområde. Sjön har en area på 0,214 kvadratkilometer och ligger 444,3 meter över havet.

## Delavrinningsområde
Rotsjötjärnarna ingår i det delavrinningsområde (680581-136802) som SMHI kallar för Utloppet av Rotsjön. Medelhöjden är 446 meter över havet och ytan är 3,04 kvadratkilometer. Det finns inga avrinningsområden uppströms utan avrinningsområdet är högsta punkten. Vattendraget som avvattnar avrinningsområdet har biflödesordning 4, vilket innebär att vattnet flödar genom totalt 4 vattendrag innan det når havet efter 443 kilometer. Avrinningsområdet består mestadels av skog (26 procent) och sankmarker (38 procent). Avrinningsområdet har 0,95 kvadratkilometer vattenytor vilket ger det en sjöprocent på 31,3 procent.